# Macrosiagon gibbifera
Macrosiagon gibbifera is een keversoort uit de familie waaierkevers (Rhipiphoridae). De wetenschappelijke naam van de soort is voor het eerst geldig gepubliceerd in 1881 door Abeille De Perrin.